# Ewa Zajączkowska-Hernik
 (novembre 2024).
Ewa Zajączkowska-Hernik, née le 20 janvier 1990 à Radom, est une femme politique polonaise, membre de Confédération.

## Biographie
Elle a grandi dans une famille d'accueil.
Dans les années 2009-2013, elle a étudié l'histoire à l'Université Marie Curie-Skłodowska de Lublin. Elle est professeur d'histoire de profession,.
Depuis 2014, elle est associée au parti de Janusz Korwin-Mikke, le Congrès de la Nouvelle Droite. Dans les années 2016-2023, elle a travaillé comme journaliste, où elle a traité de sujets politiques, économiques et agricoles. Depuis décembre 2023, elle est porte-parole de la Confédération Liberté et Indépendance,,.

## Vie privée
Elle est mariée. ElIe a un frère aîné et deux enfants,. Elle était associée à l'industrie de la fourrure,. S'oppose à l'utilisation de féminatifs.